# Mont Blanc (Gaspésie–Îles-de-la-Madeleine)
Pour les articles homonymes, voir Mont Blanc (homonymie).
Le mont Blanc, voisin du mont Sainte-Anne, est une montagne située sur le territoire de la ville de Percé au Québec (Canada).
Avec une altitude estimée à 370 m, il est le plus haut sommet de Percé.

## Géographie
Géologiquement, le sommet est constitué de conglomérats de grès et de schistes argileux d'âge carbonifère (310 millions d'années).
La végétation du mont Blanc est divisée en plusieurs strates selon l'altitude, allant d'une cédrière à la base à une forêt d'épinettes au sommet.